# Баганта
Баганта́ — деревня в Ольхонском районе Иркутской области. Входит в Куретское муниципальное образование. 

## География
Расположена на правом берегу речки Баганты (бассейн Лены), в 40 км к северу от центра сельского поселения — деревни Куреть. Съезд с региональной автодороги 25К-003 Баяндай — Хужир находится у села Косая Степь в 30 км к северу от Баганты.

## Население
| 2002 | 2010 | 2011 | 2012 |
| ---- | ---- | ---- | ---- |
| 5    | ↘3   | →3   | →3   |

По данным Всероссийской переписи, в 2010 году в деревне проживали 3 человека (1 мужчина и 2 женщины).